# SN 2012au
SN 2012au – supernowa typu Ib, odkryta 14 marca 2012 roku w galaktyce NGC 4790. W momencie odkrycia miała maksymalną jasność 13,8m.